# I figli del capitano Grant (film 1962)
I figli del capitano Grant (In Search of the Castaways) è un film del 1962 diretto da Robert Stevenson, basato sull'omonimo romanzo di Jules Verne.

## Trama
Nella Gran Bretagna del XIX secolo, il professor Paganel, un insegnante di geografia con una mente inquadrata scientificamente, trova una bottiglia contenente un messaggio che ritiene essere stato scritto dal disperso capitano John Grant. Paganel e i due figli adolescenti di Grant, Mary e Robert, si rivolgono a John Glenarvan e a suo padre, il facoltoso armatore Lord Glenarvan, proprietario della nave del capitano Grant, e li persuadono a finanziare una spedizione di ricerca. Una nave spiega le vele e compie metà giro del mondo arrivando in America del Sud.
Nelle Ande, un terremoto li fa cadere da un sentiero di montagna su un ghiacciaio. Un condor gigantesco ghermisce Robert ma Thalcave, un capo indigeno, lo salva. Questi dichiara poi di sapere dove si trova il capitano Grant. Dopo essere sopravvissuto a un maremoto e a una violenta tempesta, il gruppo scopre che Thalcave, benché in buona fede, si è sbagliato. Nel frattempo inizia a sbocciare un interesse romantico tra la giovane Mary Grant e John Glenarvan.
Essi poi partono per l'Australia, dove Paganel si sente sicuro che troveranno il capitano. A Melbourne incontrano un infingardo mercante d'armi, Thomas Ayrton, che fornisce le prove che il capitano Grant si trova in Nuova Zelanda. Inconsapevole del fatto che Ayrton era il terzo ufficiale che provocò un ammutinamento sulla nave di Grant, la spedizione di ricerca salpa ancora una volta. Ayrton capeggia un altro ammutinamento e manda alla deriva il gruppo, che viene catturato da cannibali maori ed è imprigionato assieme a un vecchio compagno di Grant, Bill Gaye, che li aiuta a sfuggire a un'eruzione vulcanica. Eludono i loro inseguitori provocando una valanga che innesca un'eruzione.
Alla fine trovano il capitano Grant, sopraffanno Ayrton e gli ammutinati e fanno vela verso casa. Mentre siedono tutti insieme conversando, il messaggio che il professor Paganel aveva trovato inizialmente (e che si supponeva scritto a mano da Grant) viene mostrato. Il capitano Grant dichiara di non aver mai scritto alcun messaggio, al che Bill dice: "La voce è quella di un uomo timorato di Dio, ma le mani sono quelle di un falsario", cosa che implica che sia stato egli stesso a scrivere il messaggio, imitando la calligrafia del capitano. Nella scena finale, il professore nota John e Mary che ammirano il firmamento dal ponte, chiaramente innamorati l'uno dell'altra.

## Produzione
Il titolo provvisorio del film fu The Castaways ("I naufraghi"). Fu visto da Disney specificamente come un trampolino per Hayley Mills, che era sotto contratto con lo studio per realizzare un film all'anno per cinque anni. Disney desiderava che crescesse gradualmente d'età sullo schermo e che avesse in questo film la sua prima acerba storia d'amore. Disney desiderava che Jonathan, fratello di Hayley, fosse suo fratello anche sullo schermo, ma i suoi insegnanti di scuola lo vietarono.
Nell'aprile 1961, la Disney annunciò che avrebbe fatto un film con la Mills e Charles Laughton, con Hugh Attool come produttore e Robert Stevenson come regista. Maurice Chevalier entrò poi nella produzione, che iniziò in giugno. Il ruolo del fratello della Mills andò a Keith Hamshere, che aveva interpretato il protagonista nella versione teatrale di Oliver.
Laughton finì col lasciare la produzione. Nel gennaio del 1962 gli fu diagnosticato un tumore che lo portò alla morte in dicembre.
La lavorazione avvenne ai Pinewood Studios in Inghilterra. Disney disse che ciò fu dovuto al contratto della Mills, che prevedeva "di alternare i suoi film qua e là ogni anno".

## Colonna sonora
Le canzoni composte dai fratelli Sherman sono Castaway, Merci Beaucoup, Let's Climb (Grimpons) ed Enjoy It, con l'arrangiamento orchestrale di Castaway utilizzato come musica d'apertura del film.
Maurice Chevalier avrebbe poi cantato la canzone The Aristocats, degli stessi autori, nel film Disney animato Gli Aristogatti del 1970.

## Accoglienza

### Incassi
I figli del capitano Grant fu un successo di pubblico. Dalla sua uscita iniziale incassò 4,9 milioni di dollari ai botteghini dell'America del Nord. Fu uno dei 12 film più visti nei cinema britannici nel 1963.

### Critica
Il New York Times dichiarò: "Si tratta, come si suol dire, di un 'fumettone', ricco di colpi di scena più che d'immaginazione, ma che non manca di una vivace parte melodrammatica che è più sana e innocente di molte delle cose che i bambini vedono oggi in televisione".
Una recensione su Variety stabiliva: "Walt Disney è uscito con un altro splendido prodotto di spettacolari frivolezze, colorato vividamente e riempito di colpi di scena ed effetti speciali. Difficilmente fallirà nell'attrarre tutti i tipi di pubblico, sebbene in apparenza si rivolga prevalentemente ai più piccoli".
The Monthly Film Bulletin scrisse: "Giusto in tempo per Natale, questo film è progettato per tener la famiglia ben sveglia dopo il dolce, quando le capacità di critica non sono troppo acute. Attraverso un caleidoscopio di colori e movimento si distoglie discretamente l'attenzione dalla bidimensionalità dei personaggi e dal sorriso da piccolo Lord di Michael Anderson".

## Riconoscimenti
Il film si classificò al terzo posto nel Golden Laurel Top Male Musical Performance del 1963 (Chevalier) ed ebbe la nomination al Golden Laurel Top Action Drama.